# AN-11
L'AN-11 est la première arme nucléaire française lors de la création de la Force de dissuasion nucléaire française.

## Caractéristiques
L'AN-11 est une bombe à fission, à plutonium, du même type que celle qui explosa à Nagasaki. Elle pèse environ 1 500 kg. C'est une bombe à chute libre destinée à être lancée par un bombardier à haute altitude. La charge explosive est de 60 kt. L'explosion peut être déclenchée soit par minuterie, soit par un déclencheur basé sur un radar altimétrique, soit par impact.

## Historique
Le développement de l'AN-11 a commencé à la fin des années 1950. Une version de développement a été utilisée lors de Gerboise Bleue, le premier essai nucléaire français le 13 février 1960. Le premier prototype a été testé le 1er mai 1962 et la bombe entra en service en 1964 pour les forces aériennes stratégiques.
Environ 40 AN-11 sont produites entre 1963 et 1967. Le bombardier était le Dassault Mirage IV, bien que le Vautour pouvait aussi transporter cette bombe.
Le 19 juillet 1966 s'est déroulé l'essai Tamouré, réalisé en grandeur nature lorsqu'un Mirage IV A (n⁰ 9) a largué une bombe AN-11 au large de l'atoll de Mururoa.
Son remplacement par la bombe AN-21, puis rapidement par l'AN-22 a commencé dès 1965.